# Bamburgh
Bamburgh (/ˈbæmbrə/) es un pueblo grande y parroquia civil, en la costa de Northumberland, Inglaterra. Tenía una población de 454, que se reducen a 414 en el censo de 2011, fue la capital norte del Reino de Northumbria.
Es notable por dos razones: el imponente Castillo de Bamburgh, con vistas a la playa, sede de los antiguos reyes de Northumbria, y su asociación con la heroína victoriana, Grace Darling, que está enterrada allí.
Su extensa playa de arena recibió la Bandera Azul en 2005. Las dunas de Bamburgh, consideradas Sitio de Especial Interés Científico, están detrás de la playa. Bamburgh es popular entre los turistas y se sitúa dentro del área costera de Northumberland de Excepcional Belleza Natural.

## Historia
El Castillo de Bamburgh, entonces llamado Din Guardi, pudo haber sido la capital del reino britano de Bryneich entre los años 420 y 547. En 547 el castillo fue tomado por los Anglos liderados por Ida de Bernicia y rebautizado como Bebbanburgh por uno de sus sucesores, Æthelfrith, por su esposa Bebba, de acuerdo a la Historia Brittonum. A partir de entonces, el castillo se convirtió en la capital del reino anglo de Bernicia hasta que se fusionó con su vecino del sur, Deira, en el año 634. Después de la fusión de ambos reinos en Northumbria, la capital se trasladó a York.
Bamburgh fue de nuevo la capital local de Bernicia tras la destrucción vikinga de Northumbria en 867. Inicialmente títeres de los vikingos, los nuevos gobernantes disfrutaron después de más autonomía, ya fuera bajo el dominio vikingo o ya en Inglaterra. Los gobernantes de Bernicia ostentaron el título de Gobernantes de Bamburgh entre 913 y 1041, cuando el último fue asesinado por Harthacnut, a veces —954-963 y 975-1016— sirvieron como Condes de York. El castillo fue destruido en un ataque vikingo en 993 y en 1018 la parte Lothian de Bernicia fue cedida a Escocia, reduciendo significativamente el territorio controlado desde Bamburgh.
Eduardo IV reinó en Inglaterra en 1464, durante las Guerras de las Rosas, momento en que la familia Percy, Condes de Northumberland, tenían su base en el Castillo de Bamburgh.

## La Iglesia de San Aidan
Según Beda, San Aidan construyó una iglesia de madera fuera de los muros del castillo, en el año 635, y murió aquí en el año 652.
La iglesia actual data de finales del siglo XII, aunque algunos trabajos de piedra anteriores a la conquista sobreviven en la nave norte. El presbiterio, que se dice ser el segundo más largo del país (60 pies; 18 m), fue añadido en 1230; contiene un retablo en piedra de 1895 de Caen por W. S. Hicks, que representa los santos del norte de los siglos VII y VIII. Está también la efigie de la heroína local Grace Darling en el Pasillo Norte. Su monumento está ubicado en el atrio de la iglesia en una posición tal que pueda ser visto por los barcos que pasan.

## Personalidades
- Etelfrido de Northumbria
- William George Armstrong
- Joe Baker-Cresswellimplícitos
- Ida de Bernicia
- Prideaux John Selby
- Grace Darling
- Uhtred el Audaz, conde de Northumbria

## Galería

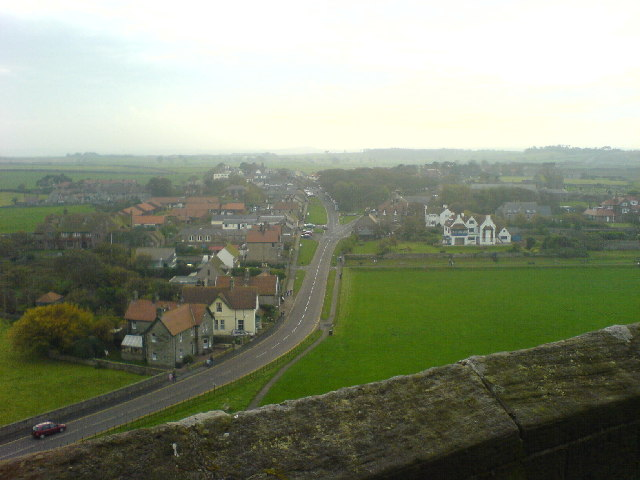
Pueblo de Bamburgh y alrededores
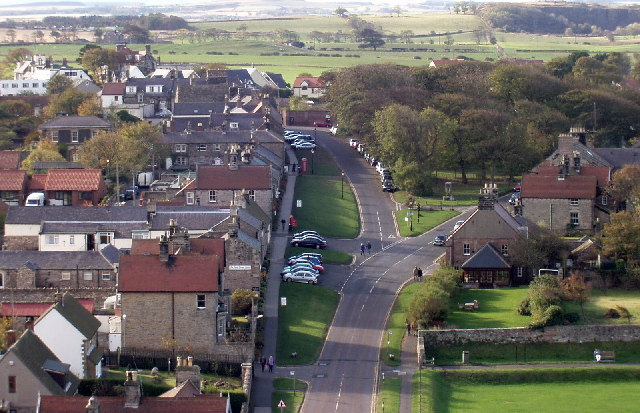
Bamburgh visto desde el castillo
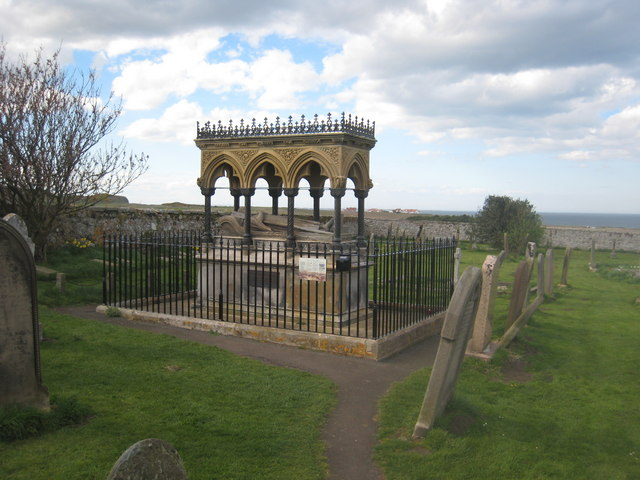
Grace Darling memorial en el cementerio
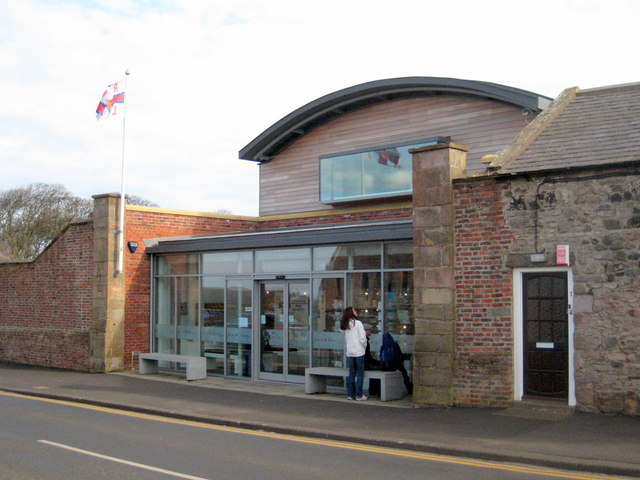
Museo Grace Darling, frente a la iglesia
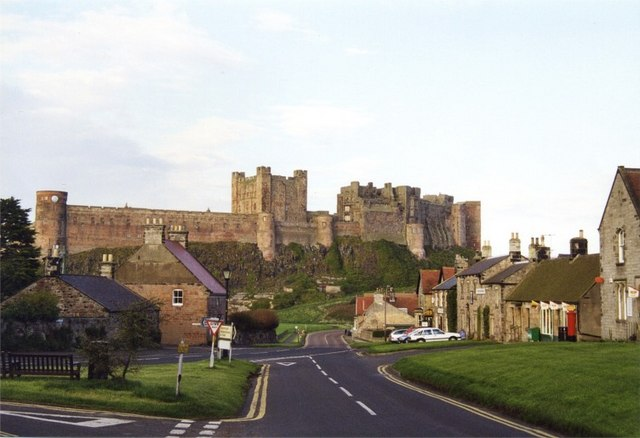
Cruce de caminos en el pueblo, mirando hacia el castillo
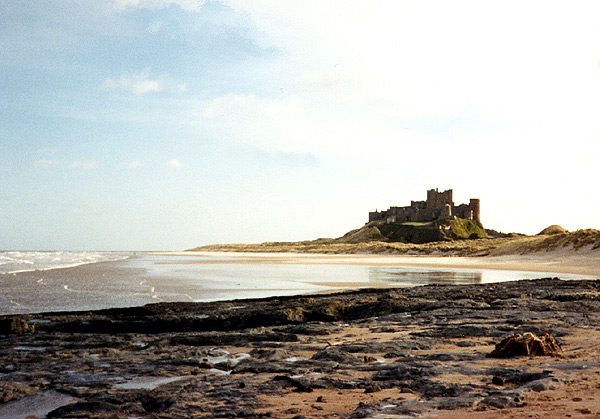
De la playa y del castillo, mirando hacia el sur
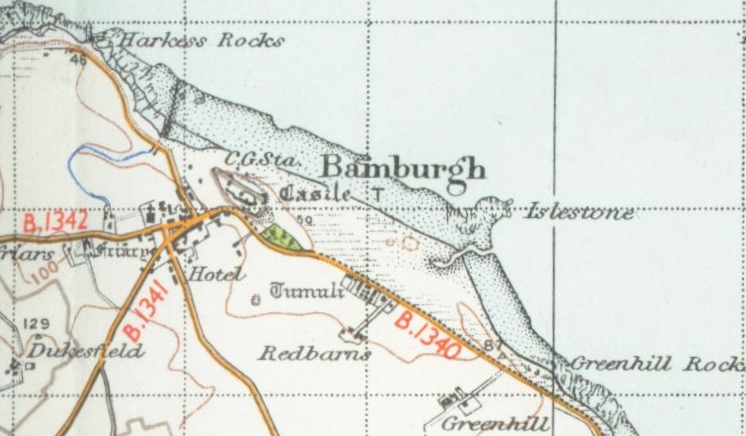
Un mapa de Bamburgh de 1947
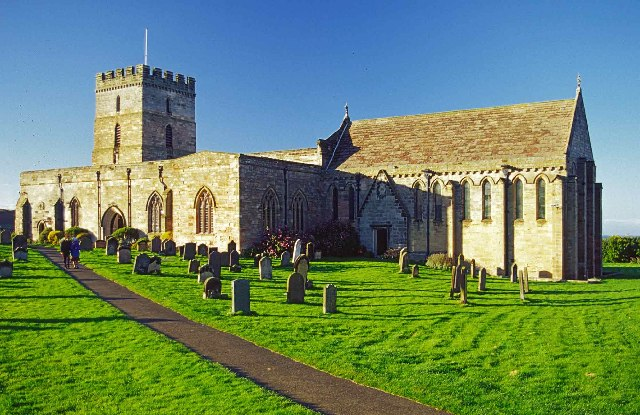
Iglesia de San Aidan de Bamburgh